# Capa de ar saariana

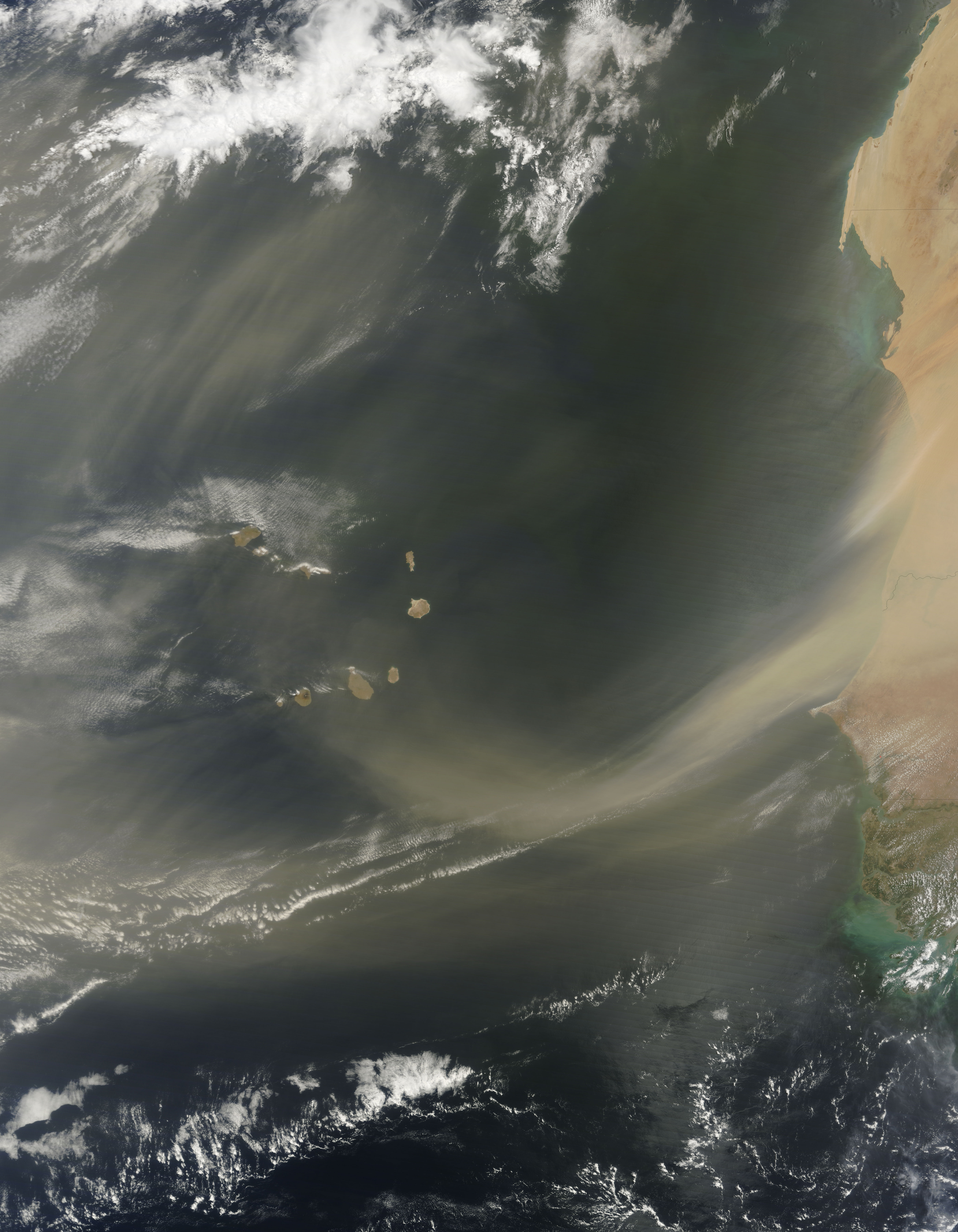
Plumas de poeira na África Ocidental

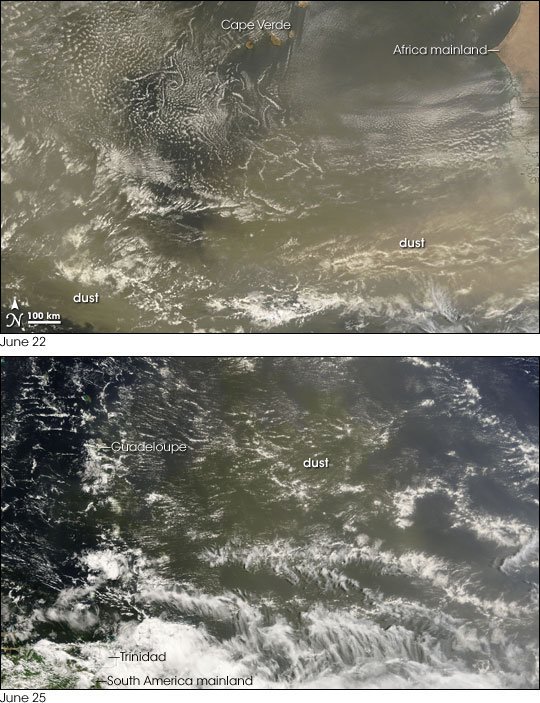
Imagens mostrando poeira saariana atravessando o Atlântico

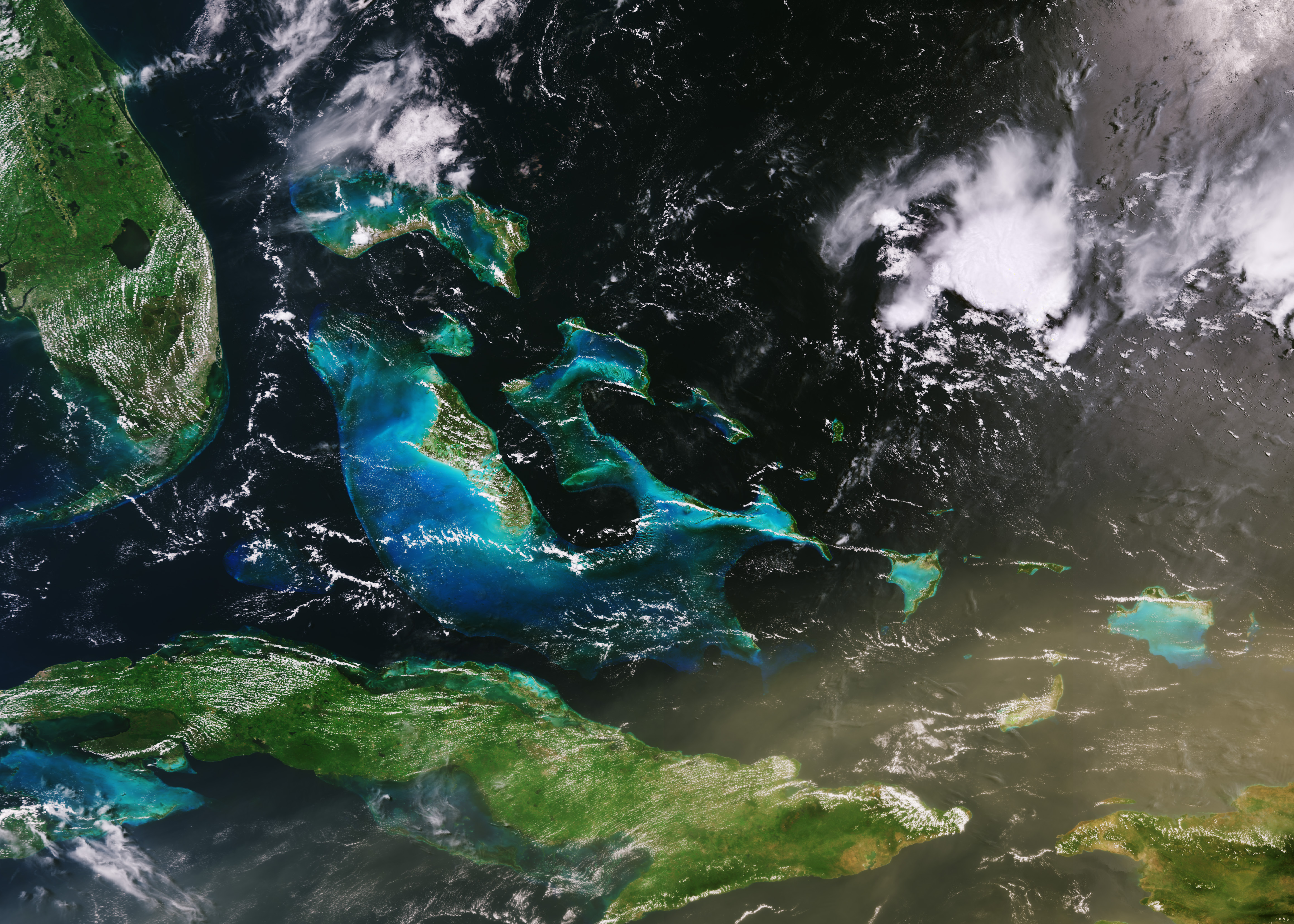
Partículas de poeira podem ser vistas até Cuba

A Capa de ar saariana (CAS e pelas sua siglas em inglês SAL) é uma camada da atmosfera extremamente quente, seca e às vezes carregada de poeira, que muitas vezes cobre o ar mais frio e húmido da superfície do Oceano Atlântico. Carrega mais de 60 milhões de toneladas de poeira anualmente sobre o oceano e as Américas. Esse fenômeno anual às vezes esfria o oceano e suprime a criação de furacões no Atlântico.
O CAS é um assunto de estudo e pesquisa em andamento. Sua existência foi postulada pela primeira vez em 1972 . :1330

## Criação
A nuvem de poeira tem origem na África saariana e se estende da superfície para cima por vários quilômetros . À medida que a poeira passa, ou é lançada sobre o Oceano Atlântico, é elevada acima do ar marinho mais denso. Esse arranjo atmosférico é uma inversão em que a temperatura realmente aumenta com a altura, pois o limite entre o CAS e a camada marinha suprime ou "limita" qualquer convecção originada na camada marinha. Como o ar é seco, a taxa de lapso na própria CAS é acentuada, ou seja, a temperatura cai rapidamente com a altura.
Distúrbios como grandes complexos de tempestades no norte da África resultam periodicamente em vastas tempestades de poeira e areia, algumas das quais se estendem até 6 000 metros (20 000 pé). A camada é transportada para o oeste, cruzando o Atlântico por uma série de remoinhos anticiclônicos amplos que são normalmente encontrados de 1 500−4 500 metros (−9 843 pé) acima do nível do mar. Estima-se que 60 a 200 milhões de toneladas de partículas de poeira são transportadas da região do deserto do Saara, no norte da África, onde se originam, e se movem para o oeste anualmente.
Às vezes, uma depressão a sudoeste das Ilhas Canárias aumenta a velocidade e a intensidade do vento da CAS, que pode levantar a poeira em cerca de 5 000 metros (16 000 pé) no ar e muitas vezes carrega a poeira até o Caribe.

## Efeitos
A CAS passa pelas Ilhas Canárias, onde o fenômeno é chamado " Calima " (português: "Caligem") e se manifesta como uma névoa que reduz a visibilidade e deposita uma camada de poeira sobre tudo. É especialmente prevalente nos meses de inverno. Os habitantes das ilhas Canárias sofrem de problemas respiratórios durante esse evento climático e, às vezes, o pó é tão ruim que a vida pública e o transporte param completamente. De facto, em 8 de janeiro de 2002, a poeira era tão pesada sobre o Aeroporto Sul de Tenerife, diminuindo a visibilidade para 50 metros (160 pé), que foi forçado a fechar.
Do norte da África, os ventos sopram 20% da poeira de uma tempestade saariana sobre o Oceano Atlântico, e 20% disso, ou 4% da poeira de uma única tempestade, chega até o Atlântico ocidental. O restante se instala no oceano ou lava no ar com a chuva. Os cientistas acreditam que a Julho de 2000, as medições feitas em Puerto Rico, cerca de 8 milhões de toneladas, igualou cerca de um quinto do total de depósitos de poeira do ano.
As nuvens de poeira criadas pelo CAS são visíveis nas fotos de satélite como uma sombra branca leitosa a cinza, semelhante à neblina.
As descobertas até o momento indicam que as partículas de poeira ricas em ferro que frequentemente ocorrem no CAS refletem a radiação solar, resfriando a atmosfera. As partículas também reduzem a quantidade de luz solar que chega ao oceano, reduzindo a quantidade de aquecimento do oceano. Eles também tendem a aumentar a condensação à medida que flutuam na camada marinha abaixo, mas não a precipitação, pois as gotas formadas são pequenas demais para cair e tendem a não se unir prontamente.  Essas pequenas gotas são subsequentemente mais facilmente evaporadas à medida que se movem para o ar mais seco lateralmente ou quando o ar seco se mistura do CAS. Pesquisas em aerossóis também mostram que a presença de pequenas partículas no ar tende a suprimir os ventos. Observou-se também que o CAS suprime o desenvolvimento e a intensificação de ciclones tropicais, que podem estar diretamente relacionados a esses fatores.